# Jezioro Święte (powiat czarnkowsko-trzcianecki)
Jezioro Święte – jezioro w województwie wielkopolskim, w powiecie czarnkowsko-trzcianeckim, w gminie Wieleń, leżące na terenie Puszczy Noteckiej w pobliżu Miałów (na wschód). Jezioro jest częścią łańcucha jezior mialskich.

## Charakterystyka
Akwen (po raz pierwszy wzmiankowany w 1565) ma wymiary około 425 × 300 metrów, powierzchnię około 6 hektarów, maksymalną głębokość 2,4 metra i położone jest na wysokości 52 m n.p.m. Jezioro nie leży bezpośrednio w obecnej dolinie rzeki Miały, ale w jednej z trzech jej równoległych rynien, z których dwie są wyschnięte (zatarasowane przez wydmy), a jedną rzeka płynie w czasach obecnych. W związku z tym położeniem jezioro płycieje i zarasta, a cała rynna zmienia się częściowo w torfowisko. Akwen stanowi obszar siedliskowy Natura 2000 Jezioro Święte. Dojście nad jezioro od szosy Miały – Mężyk nie jest oznakowane. Na południowym brzegu zbudowana jest drewniana platforma widokowa.